# Charlotte Valentiner
Charlotte Valentiner (* 17. Mai 1848 in Kiel; † unbekannt) war eine deutsche Blumenmalerin.

## Leben
Charlotte Valentiner war die Tochter des Geheimen Sanitätsrats Wilhelm Valentiner (* 1793).
Von 1870 bis 1871 erhielt sie Zeichenunterricht an einer Münchner Malschule und weiteren Unterricht bei der dortigen Blumen-, Landschafts- und Genremalerin Therese Weber (1813–1875). 1879 hielt sie sich einige Monate in Paris auf, dort wurde sie von dem Stilllebenmaler Denis Pierre Bergeret (1846–1910) unterrichtet. Später malte sie noch einige landschaftliche Studien in der Malschule von Hinrich Wrage, die dieser seit 1879 in Gremsmühlen leitete.
Für Obligationen zum Bau der Kunsthalle zu Kiel wurde 1895 ihr Bild Alte Häuser bei Locarno verlost.
1885 wurde zur Hochzeit von Prinzessin Karoline Mathilde von Schleswig-Holstein (1860–1932) mit dem Prinzen Friedrich Ferdinand von Glücksburg ein Windschirm als Hochzeitsgeschenk der Kieler Frauen überreicht. Die auf diesem Schirm gemalten Blumengirlanden stammten von Elise Prehn und Charlotte Valentiner.
Sie war 1896 in der Dammstr. 26 in Kiel wohnhaft und erteilte dort auch Malunterricht; im gleichen Jahr beteiligte sie sich auch an der Landesausstellung in Kiel.